# Bernat Erta
Bernat Erta Majo (* 15. Februar 2001 in Lleida) ist ein spanischer Sprinter, der sich auf die 400-Meter-Distanz spezialisiert hat.

## Sportliche Laufbahn
Erste internationale Erfahrungen sammelte Bernat Erta im Jahr 2018, als er bei den U18-Europameisterschaften in Győr in 47,50 s den sechsten Platz belegte und sich damit für die Olympischen Jugendspiele in Buenos Aires qualifizierte, bei denen er ebenfalls den sechsten Platz erreichte. Im Jahr darauf nahm er mit der spanischen 4-mal-400-Meter-Staffel an den Halleneuropameisterschaften in Glasgow teil und gewann dort mit neuem Landesrekord von 3:06,32 min die Silbermedaille hinter dem Team aus Belgien. Im Sommer gewann er bei den U20-Europameisterschaften in Borås in 46,24 s die Silbermedaille im Einzelbewerb sowie in 3:08,66 min die Bronzemedaille mit der Staffel. Bei den World Athletics Relays 2021 im polnischen Chorzów belegte er in 3:19,65 min den sechsten Platz in der Mixed-Staffel und im Vorlauf stellte er mit 3:18,98 min einen neuen Landesrekord auf. Anschließend belegte er bei den U23-Europameisterschaften in Tallinn in 46,01 s den siebten Platz über 400 m und verpasste mit der Staffel mit 3:09,14 min den Finaleinzug. Daraufhin nahm er mit der Mixed-Staffel an den Olympischen Spielen in Tokio teil und schied auch dort mit 3:13,29 min in der Vorrunde aus. 
2022 erreichte er bei den Hallenweltmeisterschaften in Belgrad mit der Staffel das Finale und sicherte sich dort in 3:06,82 min gemeinsam mit Bruno Hortelano, Iñaki Cañal und Manuel Guijarro die Silbermedaille hinter dem belgischen Team. Im Jahr darauf schied er bei den U23-Europameisterschaften in Espoo mit 47,10 s im Halbfinale über 400 Meter aus und belegte in 3:05,68 min den fünften Platz im Staffelbewerb. Im August verpasste er bei den Weltmeisterschaften in Budapest mit 3:02,64 min den Finaleinzug mit der Staffel. Bei den World Athletics Relays 2024 in Nassau kam er in der 4-mal-400-Meter-Staffel zum Einsatz und im Jahr darauf belegte er bei den Halleneuropameisterschaften in Apeldoorn in 3:17,12 min den vierten Platz in der Mixed-Staffel. Zudem gewann er mit der Männerstaffel in 3:05,18 min gemeinsam mit Markel Fernández, Manuel Guijarro und Óscar Husillos die Silbermedaille hinter dem niederländischen Team.
2020 wurde Erta spanischer Meister im 400-Meter-Lauf.

## Persönliche Bestleistungen
- 200 Meter: 21,29 s (+1,1 m/s), 8. Mai 2021 in Ibiza
  - 200 Meter (Halle): 21,67 s, 9. Februar 2020 in Sabadell
- 400 Meter: 45,69 s, 27. Juni 2021 in Getafe
  - 400 Meter (Halle): 46,23 s, 27. Februar 2022 in Ourense